# Costa vs. ENEL
Flaminio Costa vs. ENEL byl soudní spor u Evropského soudního dvora (číslo 6/64). Soud v odůvodnění rozsudku v této kauze označil právo Evropské unie za nadřazené právním předpisům jednotlivých členských zemí Evropské unie.

## Shrnutí případu a odůvodnění
Flaminio Costa byl občan Itálie, který vlastnil akcie v energetice. Protestoval proti znárodňování italského energetického průmyslu tím, že odmítl zaplatit účet za elektřinu v hodnotě 1 925 lir (částka odpovídající asi jednomu euru). Za to byl zažalován nově vzniklou státní energetickou společností ENEL. Flaminio Costa navrhl u soudu položení předběžné otázky Soudnímu dvoru o souladu zákona o znárodnění s Římskou smlouvou (čl. 102, 93, 53 a 37) a italskou ústavou. Milánský smírčí soudce (Giudice Conciliatore) případ předal ústavnímu soudu a také se obrátil na Evropský soudní dvůr s žádostí o rozhodnutí o předběžné otázce.
Italský ústavní soud rozhodl, že na základě zásady Lex posterior derogat legi priori (zákon pozdější ruší zákon dřívější) je italský zákon o znárodnění platný, protože byl vydán roku 1962, kdežto římské dohody byly přijaty roky 1958. Italská vláda namítla, že je žádost milánského soudce bezpředmětná, protože ESD nemůže rozhodovat o italském právu. K tomu však Soudní dvůr poznamenal, že podle čl. 177 Římské smlouvy musí soudy členských států, proti jejichž rozhodnutím není opravného prostředku, předložit předběžnou otázku Soudnímu dvoru, kdykoliv je tato otázka vznesena za řízení. Soudní dvůr také nerozhoduje o platnosti italského práva, ale pouze o interpretaci dotčených ustanovení evropského práva.
Italská vláda namítala, že jestliže je soud povinen aplikovat italské právo, nemůže se uchýlit k předběžné otázce podle čl. 177 Římské smlouvy. Soudní dvůr však řekl, že Římská smlouva vytvořila vlastní právní řád, který se stal součástí právních řádů členských států, a tudíž jsou soudy těchto států povinny aplikovat evropské právo. Vytvořením mezinárodní organizace s vlastní právní osobností (own legal personality; own legal capacity) a pravomocemi jí danými členskými státy tyto členské státy musely omezit svou suverenitu. Tím tak vytvořily právní řád, který zavazuje jak je, tak jejich občany. Jestliže by tomu bylo opačně, pak by aplikace práva EHS byla nahodilá a nikoliv bezpodmínečná. Státy se mohou odchýlit od aplikace těchto ustanovení pouze za určitých podmínek. Právo členských států tedy nemá aplikační přednost před právem Společenství.
K interpretaci čl. 102 Římské smlouvy, který říká, že jestliže je zde "důvod k obavám", že přijetí nebo změna zákonů nebo jiných předpisů může vyvolat "narušení" ve smyslu článku 96 (soutěž na společném trhu), členský stát se "poradí s Komisí"; komise má pravomoc doporučit členskému státu přijetí takové regulace, která nebude vyvolávat narušení. Soudní dvůr konstatoval, že článek je takto formulován za účelem harmonizace právních předpisů (ostatně je takto ve smlouvě systematicky zařazen). Členské státy se zavázaly, že v případě jakkoliv malé možnosti narušení soutěže na společném trhu budou další postup ohledně přijetí zákona či jiného právního předpisu, které by takové narušení mohly vyvolat, konzultovat s Komisí. Tento závazek členských států však nezakládá individuální práva, která by musely členské státy chránit (nezakládá tzv. pozitivní závazky). S ohledem na ustanovení článku má Komise povinnost zajistit jeho dodržování, avšak tento závazek nedává jednotlivcům právo se dovolávat (ve smyslu čl. 177) pozitivního závazku vůči státu nebo porušení povinnosti Komise zajistit dodržování čl. 102.
K interpretaci čl. 93 Římské smlouvy: podle čl. 93 (1) a (2) Komise, ve spolupráci s členskými státy, "průběžně zkoumá systémy podpor existující v těchto státech" s ohledem na přijetí vhodných opatření k zajištění fungování společného trhu. Podle čl. 93 (3) musí být Komise včas informována o záměrech poskytnout nebo upravit podpory, aby mohla podat své připomínky. Tato ustanovení jsou formulována s úmyslem potlačit existující státní podpory a zabránit státům v zavádění nových podpor v jakékoliv formě, jestliže jsou jimi přímo či nepřímo zvýhodňovány některé podniky a jestliže tyto podpory ohrožují, třebas i jen potenciálně, soutěž na společném trhu. Ani tento závazek členského státu informovat Komisi však nezakládá žádná práva jednotlivcům. Komise je povinna zajistit dodržování tohoto článku a držet neustálý dohled nad existujícími systémy podpor. Stejně jako v případě čl. 102, ani čl. 93 nevytváří možnost pro jednotlivce dovolat se porušení povinnosti ať už Komisí nebo členským státem.
K interpretaci čl. 53 Římské smlouvy: čl. 53 říká, že "členské státy nezavedou pro státní příslušníky jiných členských států žádná nová omezení práva usazování, nestanoví-li tato smlouva jinak." Toto ustanovení členský stát zavazuje určitým způsobem nejednat (tzv. negativní závazek). Tento článek má tedy přímou účinnost na vztahy mezi členskými státy a jednotlivci. Jelikož se přijetím Smlouvy tento článek stal součástí italského vnitrostátního právního řádu, založil tak individuální právo, které musí být pod ochranou soudní moci. Podle čl. 52 (2) platí, že svoboda usazování zahrnuje přístup k samostatně výdělečným činnostem a jejich výkon, jakož i zakládání a řízení podniků za podmínek stanovených pro vlastní státní příslušníky právem země usazení. Podle Soudního dvora je tedy čl. 53 dodržen, jestliže nejsou zavedena nová pravidla odlišná od těch, která platí pro státní příslušníky.
K interpretaci čl. 37 Římské smlouvy: čl. 37 (1) říká, že "členské státy upraví státní monopoly obchodní povahy tak, aby na konci přechodného období byla vyloučena jakákoli diskriminace mezi státními příslušníky členských států, pokud jde o podmínky nákupu a odbytu zboží. Tento článek se vztahuje na každý subjekt, jehož prostřednictvím členský stát právně nebo fakticky, přímo nebo nepřímo kontroluje, řídí nebo významně ovlivňuje dovoz nebo vývoz mezi členskými státy. Tato ustanovení platí i pro monopoly, jež stát svěřuje jiným subjektům." Tím pádem mají státy dvojí závazek: 
1. aktivní, a to regulovat státní monopoly,
2. pasivní, a to zdržet se jakýchkoliv nových opatření.

Předběžná otázka se týkala především pasivního závazku. Čl. 37 (2) obsahuje absolutní zákaz, který neumožňuje žádnou výhradu prováděcího předpisu vnitrostátní povahy. Toto ustanovení má přímý účinek a vytváří tak závazky mezi členskými státy a jednotlivci. Toto ustanovení je tak přijetím Římské smlouvy součástí vnitrostátního práva a zakládá individuální právo, které je pod ochranou soudní moci.

## Rozsudek
S ohledem na výše uvedené rozhodl Soudní dvůr tak, že soud členského státu musí použít právo Společenství především a bez ohledu na ustanovení vnitrostátního právního řádu tohoto členského státu. Soud členského státu také musí aplikovat čl. 177 Římské smlouvy, kdykoliv za řízení vyvstane předběžná otázka ohledně výkladu smluv Společenství. Soudní dvůr tedy rozhodl, že je námitka italské vlády bezpředmětná.
Právní věta rozsudku může být parafrázována takto: s ohledem na to, že státy římskými smlouvami omezily svou suverenitu ve prospěch Společenství, stojí právní řád tohoto Společenství nad právními řády jednotlivých členských zemí a jednotlivá členská země jej nemůže svévolně měnit.